# Usher Gallery

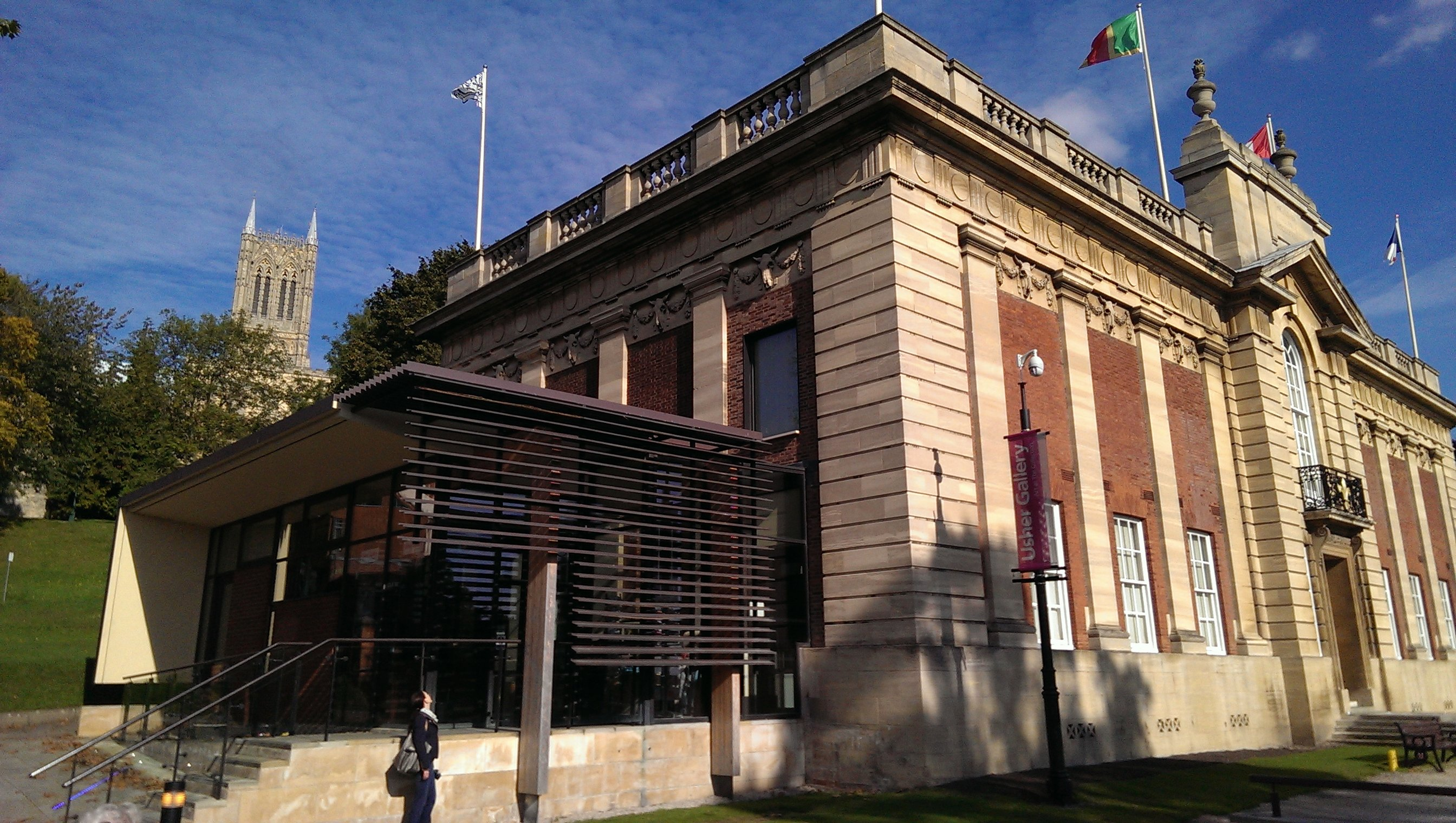

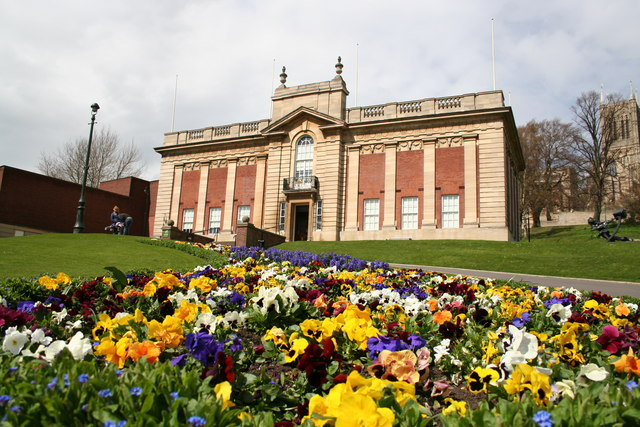

De Usher Gallery is een kunstmuseum in de Engelse stad Lincoln. Het museum werd opgericht in 1927 door filantroop-zakenman James Ward Usher. Het maakt deel uit van het Lincoln Museum. In het museum hangt moderne en hedendaagse visuele kunst, portretten, landschapsschilderijen en beeldhouwwerken. Er zijn werken te zien van Benjamin West, William Turner, John Piper en Edward Allington.